# Michael Rummenigge
Pour les articles homonymes, voir Rummenigge.
Michael Rummenigge est un footballeur allemand né le 3 février 1964 à Lippstadt. Il était milieu de terrain.
Frère cadet de Karl-Heinz Rummenigge, il compte deux sélections en équipe d'Allemagne entre 1983 et 1986.

## Biographie

### Les débuts
Le père de Michael Rummenigge était actif au Borussia Lippstadt, et comme ses frères, Wolfgang Rummenigge (de) et Karl-Heinz Rummenigge, il joue très tôt au football. Jusqu'à ses 17 ans il joue au Borussia Lippstadt, avant de rejoindre son frère Karl-Heinz au Bayern Munich qui y joue depuis sept saisons.

### Bayern Munich
Arrivé en 1981 au Bayern Munich, il joue en équipe réserve. Il rejoint l'effectif professionnel pour la saison 1982-1983 mais n'aura pas un début facile car souvent comparé à son frère. Il ne jouera son premier match en Bundesliga que lors de l'avant dernière journée du championnat en rentrant en jeu lors de la deuxième mi-temps, le 28 mai 1983 contre Schalke 04 (défaite à domicile 0-1). Le Bayern à ce moment n'était plus dans la course pour le titre et éliminé très tôt de la Coupe d'Allemagne.
La saison 1983-1984 suivante, il disputera 33 matchs sur 34 et marquera onze buts. Son premier but est marqué lors de la 4e journée lors de la victoire à l'extérieur contre Kickers Offenbach. Il jouera au Bayern jusqu'en 1988, marquera au total 44 buts et remporte cinq titres avec les bavarois, trois championnats et deux coupes.

### Borussia Dortmund
Avant la saison 1988-1989 il rejoint le Borussia Dortmund. À cause de la rivalité Borussia Dortmund – Bayern Munich il connaît des débuts difficiles dans son nouveau club, mais en fin de saison il contribue au premier titre du Borussia depuis les années 1960, la victoire dans la Coupe d'Allemagne 1989. Lors de la saison 1991-1992, l'entraineur Ottmar Hitzfeld le nommera capitaine de l'équipe.
En 1993, avant de quitter le Borussia Dortmund il dispute les deux finales en Coupe UEFA 1992-1993 contre Juventus Turin (0-3, 1-3), lors de la finale retour à Turin il portera le brassard de capitaine mais sera obligé de quitter le terrain sur blessure avant la fin de la première mi-temps.
Après 157 matchs pour le Borussia et 36 buts il termine sa carrière au Japon en s'engageant deux saisons aux Urawa Red Diamonds, il termine sa carrière de joueur en 1996 à cause d'une blessure aux orteils.

### En équipe nationale
Déjà quand il jouait avec les équipes jeunes au Borussia Lippstadt il est convoqué avec l'équipe d'Allemagne des moins de 18 ans. Il marque son premier but lors de sa deuxième sélection. Avec les moins de 21 ans, il disputera neuf rencontres.
Lors de ses deux sélections avec l'équipe d'Allemagne il ne jouera au total que 28 minutes. Il rentre en jeu la première fois le 26 octobre 1983 lors de la victoire 5 à 1 contre la Turquie, à Berlin. Il se retrouvera sur le terrain avec son frère Karl-Heinz qui marquera deux buts.
Trois ans plus tard, le 29 octobre 1986 à Vienne, il rentrera en jeu à la 71e minute lors de la défaite 1 à 4 contre l'Autriche.

## Vie privée
Michael Rummenigge est le plus jeune des trois frères qui ont eu une carrière de footballeur. Leur père étant actif au club de Borussia Lippstadt, tout naturellement ses trois fils ont eu la passion du football et commencent l'apprentissage dans ce club. Le fils aîné Wolfgang Rummenigge (de) jouera en deuxième division allemande avant de reprendre le magasin de sport familial. Karl-Heinz Rummenigge sera deux fois Ballon d'or puis président de la section professionnelle du Bayern Munich.
Il dirige depuis 2012 une agence de joueurs de football, Schwarzer & Rummenigge Sports Management GmbH , avec notamment dans ses rangs l'international allemand Jérôme Boateng.
Il dirige également une agence de marketing sportif, une salle de football à Münster et une école de football,.
Michael Rummenigge est marié avec trois enfants, son fils Marco était également footballeur, international avec les moins de 19 ans, mais a arrêté sa carrière à cause d'une blessure au genou.

## Palmarès

### Bayern Munich
- Finaliste de la Coupe d'Europe des clubs champions en 1987
- Champion d'Allemagne en 1985, 1986 et 1987
- Vice-Champion d'Allemagne en 1988
- Vainqueur de la Coupe d'Allemagne en 1984 et 1986
- Finaliste de la Coupe d'Allemagne en 1985
- Vainqueur de la Supercoupe d'Allemagne en 1987

### Borussia Dortmund
- Finaliste de la Coupe de l'UEFA en 1993
- Vice-Champion d'Allemagne en 1992
- Vainqueur de la Coupe d'Allemagne en 1989
- Vainqueur de la Supercoupe d'Allemagne en 1989
- Vainqueur de la Coupe hivernale d'Allemagne en 1990, 1991 et 1992

## Distinctions
Au cours de sa carrière de joueur il remportera trois fois le prix du but du mois en Allemagne en 1983, 1984 et 1987.